# Rue Sainte-Véronique
La rue Sainte-Véronique est une artère du centre de la ville de Liège (Belgique) allant du boulevard d'Avroy à la rue Louvrex.

## Toponymie
La rue doit son nom à l'église Sainte-Véronique qui, selon la légende, aurait été construite en 785 mais dont l'édifice actuel de style néo-classique, a été bâti de 1845 à 1848.
Sainte Véronique est, selon la tradition chrétienne, la femme qui, pendant la Passion du Christ, a donné son voile pour que Jésus-Christ puisse essuyer sa figure. La forme de la figure du Christ resta imprimée sur ce qui est devenu le Saint-Suaire.

## Description
Cette rue rectiligne et en très légère montée mesure environ 160 m. Elle applique un sens unique de circulation automobile du boulevard d'Avroy vers la rue Louvrex. 
La rue est une des plus anciennes du quartier.  Elle jouxtait la rive gauche de la Meuse qui coulait alors à l'endroit où se trouve l'actuel boulevard d'Avroy, se poursuivait par la rue Hemricourt et rejoignait l'ancienne rue Jonckeu qui se trouvait approximativement à l'endroit où se situe aujourd'hui la rue du Plan Incliné.

## Architecture
La rue possède plusieurs immeubles bâtis à la fin du XIXe siècle dans le style néo-classique.

## Voies adjacentes
- Boulevard d'Avroy
- Place Sainte-Véronique
- Rue Louvrex
- Rue Hemricourt